# Анастасьев, Александр Константинович
Александр Константинович Анастасьев  (23 мая 1837, Елисаветград — 15 августа 1900) — русский государственный деятель, Пермский и Черниговский губернатор, член Государственного Совета.

## Биография
Родился в 1837 году в Елисаветграде, происходил из дворян Херсонской губернии. Отец генерал-майор Константин Николаевич Анастасьев (1792—1879), мать — Мария Павловна Мавромихали (1809—1869), внучка Стефана Мавромихали, руководителя антитурецкого восстания в Морее. Современники считали Анастасьева незаконным сыном генерала Ф. Ф. Трепова, благодаря которому он сделал блестящую карьеру, хоть и был «уличен в сребролюбии и любостяжании» в самом начале своей службы.
В службу вступил 3 июня 1854 года в Минский пехотный полк. В декабре того же года, за отличие в Крымской войне произведен в прапорщики. За отличие и мужество оказанное при обороне Севастополя во время бомбардировки 25 июня 1855 года награждён орденом Святой Анны 4-й степени, с надписью за храбрость, а 22 сентября того же года награждён орденом святого Станислава 3-й степени с мечами. 4 мая 1866 года зачислен в управление генерал-полицмейстера в Царстве Польском чиновником особых поручении 6-го класса и в следующем году награждён орденом Святого Станислава 2-й степени с мечами. В этом же году назначен Щучинским уездным начальником, принимал деятельное участие в улучшении материального быта училищ Щучинского округа.
4 марта 1877 года назначен Плоцким вице-губернатором, а с 3 сентября того же года был так же председателем плоцкого временного статистического комитета, 19 мая 1881 года назначен Тамбовским вице-губернатором, а 6-го августа 1882 года Пермским губернатором. Анастасьев выступал за проведение земских реформ, целью которых было усиление правительственного контроля над деятельностью земских органов управления. Его инициатива была отмечена императором, написавшим на одном из отчетов пермского губернатора: "Слишком рано введено было земство в Пермской губернии". Способствовал скорейшему завершению строительства железной дороги в Сибирь, от Екатеринбурга до Тюмени. На посту губернатора Анастасьев был категоричен к возникновению различных политических организаций, деятельность которых носила антигосударственный характер. Сторонник сильной исполнительной власти, идеи которой решительно проводил в жизнь, не останавливаясь перед необходимостью и телесных наказаний.
Препятствуя деятельности организаций политического направления, губернатор поощрял общества, действовавшие в сфере экономической взаимопомощи и благотворительности. Во время его управления возникли еврейское благотворительное общество, общества вспомоществования семинаристам и взаимного вспоможения приказчиков г. Перми. Сам Анастасьев выступил инициатором создания при губернском правлении ссудо-сберегательной кассы. Многое губернатор и его супруга сделали для обустройства учебных заведений, в частности, в годы его правления было построено новое здание Мариинской женской гимназии. Благодаря пожеланиям губернатора возле оперного театра в г. Перми был разбит сквер, на пустынных улицах города посажены деревья. Губернатор уделял большое внимание благоустройству губернского города Перми.
В 1884 году участвовал в комиссии под председательством статс-секретаря Коханова, по преобразованию местных управлении в Империи. 11 апреля 1885 года назначен Черниговским губернатором. Свои усилия новый управляющий тратил на благоустройство Чернигова, сохранение его уникальных храмов, создания замечательного хорового коллектива, который выступал в Вознесенском храме близ дома губернатора. Этот храм, к сожалению, утрачен. Соборный хор носил название губернаторского. Анастасьева избрали церковным старостой Спасского собора в Чернигове. В 1889 году храму угрожало разрушение. Чтобы предотвратить это, губернатор обратился к черниговчанам с просьбой собрать деньги для ремонта Спасской и Борисоглебской церквей, восстановления фресок, иконостасов. Воззвание Анастасьева было составлено в виде исторической справки, которое вызвало у граждан чувства гордости за историю своего города, за тех, кто соорудил эти архитектурные произведения. 27 декабря 1889 года Черниговский епископ Вениамин выразил большую благодарность начальнику губернии  Анастасьеву "за столь ревностную истинно-христианскую заботливость в благолепии одного из древнейших храмов града Чернигова". А за четыре года до этих событий, в 1885 году, по инициативе губернатора устроен сквер на гимназической площади. Здесь в 1900 году к столетнему юбилею А. С. Пушкина был установлен бюст поэта.
В 1891 году произведен в тайные советники. Анастасьев покинул Чернигов 22 июля 1892 года, когда был назначен членом Государственного Совета. Уехав в Петербург, он продолжал оттуда влиять на дела в черниговской губернии через губернского предводителя дворянства графа Г. А. Милорадовича, с женой которого находился в связи. С 1 января 1893 года присутствовал в департаменте государственной экономии, а с 1 января 1894 года в департаменте законов, с 1900 года - в департаменте гражданских и духовных дел. Административную деятельность характеризует запись в дневнике А. В. Богданович от 20 февраля 1893 года:

Вчера Анастасьев произвел на нас неприятное впечатление своим рассказом, как он сёк во время холерного бунта: 200 человек были наказаны розгами… каждому досталось по сто розг, даже и солдаты, которые не страдали слабыми нервами, и те не могли вынести этого возмутительного зрелища. Все это Анастасьев рассказывал с видимым удовольствием. Я думаю что не дай бог России такого министра как Анастасьев. По словам председателя Черниговской губернской земской управы В. М. Хижнякова, однажды он ( Афанасьев) вошел в свою гостинную, где сидело несколько дам, приехавших навестить его больную жену. Он застал разговор о том, как плоха теперь прислуга. Жена прокурора возмущалась дерзостью и разными провинностями своей кухарки. Когда прокурорша вернулась домой, то застала кухарку в истерике. Оказалось что Афанасьев, выслушав советования прокурорша и желая сделать любезность даме, тот час же распорядился по телефону, чтобы её кухарку выпороть , что с большим усердием и было выполнено.

Скончался от разрыва сердца в имении графа Милорадовича Любече Черниговской губернии. Похоронен там же на погосте Покровской церкви.

## Семья
Жена — Татьяна Даниловна  Шкляревич (1843—18.03.1890), дочь полтавского помещика, сестра П. Д. Шкларевича. Занималась благотворительной деятельностью, состояла попечительницей детского приюта и председателем Черниговского благотворительного общества. Благодаря её стараниям в детском приюте состоялась реорганизация внутреннего порядка, повысилось материальное состояние, были отремонтированы помещения и храм в честь св. Марии Магдалены. Благотворительное общество, управляемое Анастасьевой, предоставило помощь свыше 100 бедным. Среди них 50 детей и 20 стариков и женщин, свыше 30 бедных ежемесячно получали денежную помощь. О Татьяне Даниловне писали так: «Она, не будучи в силах переходить из одной комнаты в другую, забывала свои страдания, чтобы думать в страданиях других и изыскивать средства к облегчению участи последних, на что способны немногие». Скончалась от чахотки, отпевали её в черниговской Вознесенской церкви. Похоронена в имение Карговка Каменец-Подольского уезда. Дети:
- Ксения (22.06.1863—31.12.1952; Одесса), замужем за генералом Дмитрием Петровичем Казнаковым (ум. 1892), во втором браке за Платоном Михайловичем Якубовым.
- Татьяна (25.09.1865—1924), замужем за Ильей Эдуардовичем Лиснером (1862— ?).